# 33ns Premis del Cinema Europeu
Els 32ns Premis del Cinema Europeu, presentats per l'Acadèmia del Cinema Europeu, van reconèixer l'excel·lència del cinema europeu. Era previst que la cerimònia se celebrés a la Sala de Conferències i Concerts Harpa de Reykjavík, però l'Acadèmia del Cinema Europeu (EFA) va anunciar en un comunicat el 13 d'octubre de 2020 que l'anunci dels guanyadors i l'entrega dels premis es faria del 8 al 12 de desembre de 2020. Tindrà lloc sense audiència, repartides en diverses vetllades, en el marc d'un cicle de cinc dies d'actes virtuals denominat "Els EFA a les vuit", que s'emetrà des de la seu de l'acadèmia. La gran final es va celebrar el 12 de desembre al Futurium, el museu de recerca futura de Berlín. La decisió es va prendre a causa del desenvolupament de la pandèmia de Covid-19 juntament amb l'alcalde de Reykjavík i el ministre d'Educació, Ciència i Cultura d'Islàndia. En lloc de l'esdeveniment perdut, la capital islandesa acollirà els 35è Premis del Cinema Europeu el 2022.

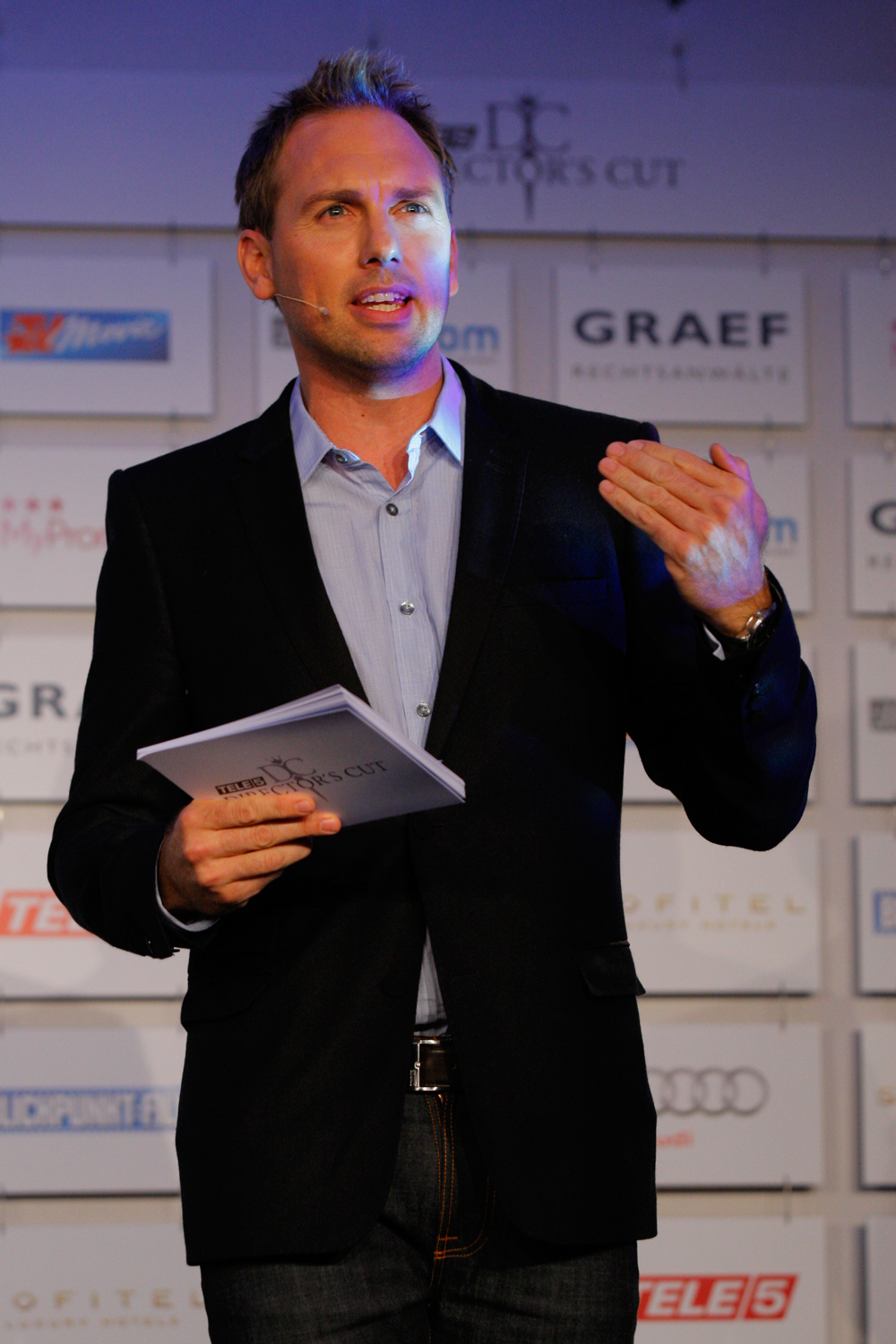
Steven Gätjen, anfitrió de la cerimònia

Atès que a causa de la pandèmia, les presentacions de cinema i festivals es van cancel·lar a partir de mitjans de març de 2020, l'Acadèmia de Cinema va decidir acceptar excepcionalment les sol·licituds de totes les obres la presentació de les quals estigués prevista abans del 31 de maig de 2020, sempre que l'estrena de la pel·lícula hagués tingut lloc en una sala de cinema o en línia. El consentiment dels cineastes per pujar la seva pel·lícula a la plataforma EFA VoD encara era una condició de la nominació, perquè els membres de l'Acadèmia de Cinema poguessin veure-la allà durant la selecció i nominació.
La llista de nominats es va donar a conèixer el 10 de novembre de 2020 al Festival de Cinema Europeu de Sevilla. Per tal d'oferir més oportunitats als cinemes i artistes europeus en una difícil situació de pandèmia, la junta de l'EFA va decidir augmentar excepcionalment el nombre de nominats al llargmetratge i al documental, així com a les categories d'arts creatives de cinc a sis. El 20 d'octubre de 2020, la direcció de l'Acadèmia de Cinema va publicar les quatre obres nominades al millor llargmetratge d'animació europeu per un jurat conjunt de tres membres de l'EFA i de l'Associació Europea de Cinema d'Animació (CARTOON).
Amb motiu de la 33a cerimònia de lliurament dels Premis del Cinema Europeu, l'Acadèmia del Cinema Europeu va crear una nova categoria de premis anomenada Premi del Cinema Europeu a la Innovació Narrativa per reflectir els canvis que s'han produït en la cinematografia i per reconèixer la forma innovadora i amb visió de futur. El guardó va ser rebut per primera vegada pel director i crític de cinema britànic Mark Cousins. En conseqüència, l'any 2020 es van atorgar premis en 21 categories:
- 10 en la categoria artística elegits pels vots dels socis;
- 8 en categories tècniques que decidirà el jurat;
- 2 en categories de premis especials;
- 1 categoria de premi del públic.

El 8 de desembre de 2020 la cineasta polonesa Agnieszka Holland, presidenta entrant de l'EFA, el cineasta britànic Mark Cousins, la directora de finançament del cinema alemany Kirsten Niehuus i el director danès Thomas Vinterberg van participar en el primer esdeveniment de la sèrie de transmissioms web "Els EFA a les vuit", una vídeoconferència sobre el tema de la reestructuració, el redisseny i la reedició de la indústria cinematogràfica europea moderada per l'actriu Wendy Mitchell.
El segon dia, el president sortint de l'EFA, Wim Wenders, i la directora de l'EFA, Marion Döring, van anunciar els guanyadors dels premis a l'excel·lència tècnica. El jurat de vuit membres que va seleccionar els guanyadors es va reunir a través d'Internet i va prendre les seves decisions per a les vuit categories, basant-se en les nominacions de llargmetratges de l'EFA i les recomanacions del comitè de selecció de pel·lícules documentals. La tercera i quarta nit, el membre de la junta de l'EFA, el productor britànic i director del festival Mike Goodridge va anunciar els guanyadors del premi al millor curtmetratge, el premi de cinema universitari, el premi de coproducció europea (Prix Eurimages), la millor comèdia europea i el millor llargmetratge d'animació. Els guanyadors de les categories de millor director, millor actor i actriu, narrador innovador, millor guionista, millor descobriment i millor pel·lícula van ser nomenats a la gran final celebrada el 12 de desembre de 2020, en el marc d'una conferència en línia retransmesa en directe a l'estudi de l'edifici Futurium de Berlín. A més de l'amfitrió Steven Gätjen, hi participaren el president sortint Wim Wenders, el president executiu Mike Downey i la directora sortint Marion Döring. La guanyadora de la nit va ser la danesa Una altra ronda de Thomas Vinterberg: premi a la millor pel·lícula, millor director, millor guionista i millor actor, mentre que l'alemanya Undine va guanyar el premi a la millor actriu. El premi a la millor pel·lícula d'animació el va guanyar Josep, rodada en català. Pel que fa a les pel·lícules espanyoles, La trinchera infinita va guanyar el premi al millor maquillatge i El hoyo va guanyar el premi als millors efectes visuals.

## Pel·lícules seleccionades

### Llargmetratges
La llista de llargmetratges seleccionats per la nominació de 2020 :
1. Comportar-se com adults - Costa-Gavras (/)
2. Una altra ronda - Thomas Vinterberg (//)
3. Atlantis - Valentin Vassianovitx ()
4. Favolacce - Damiano D'Innocenzo i Fabio D'Innocenzo (/)
5. Berlin Alexanderplatz - Burhan Qurbani (/)
6. Between Heaven and Earth - Najwa Najjar (//)
7. Petits miracles a Peckham St. - Mina Mileva & Vesela Kazakova (//)
8. Šarlatán - Agnieszka Holland (///)
9. Charter - Amanda Kernell (//)
10. Boże Ciało - Jan Komasa (/)
11. DAU. Natasha - Ilia Khrzhanovski & Jekaterina Oertel (///)
12. Effacer l'historique - Benoît Delépine & Gustave Kervern (/)
13. Bergmál - Rúnar Rúnarsson (/)
14. Enfant terrible - Oskar Roehler ()
15. Falling - Viggo Mortensen ( //)
16. Otac - Srdan Golubović (/////)
17. Zárójelentés - István Szabó ()
18. Volevo nascondermi - Giorgio Diritti ()
19. Hope - Maria Sødahl (/)
20. Nech je svetlo - Marko Škop (/)
21. Martin Eden - Pietro Marcello (/)
22. Mother - Rodrigo Sorogoyen (/)
23. Gimtine - Tomas Vengris (///)
24. Schwesterlein - Stéphanie Chuat & Véronique Reymond ()
25. El professor de persa - Vadim Perelman (//)
26. Služobníci - Ivan Ostrochovský (///)
27. Slalom - Charlène Favier ()
28. Été 85 - François Ozon (, )
29. El triomf - Emmanuel Courcol ()
30. La trinchera infinita - Aitor Arregi, Jon Garaño & Jose Mari Goenaga (/)
31. Nabarvené ptáče - Václav Marhoul (//)
32. The Personal History of David Copperfield - Armando Iannucci ( )
33. El hoyo - Galder Gaztelu-Urrutia ()
34. Undine - Christian Petzold (/)
35. Uppercase Print - Radu Jude ()
36. Vitalina Varela - Pedro Costa ()
37. Wildland - Jeanette Nordahl ()
38. Vrba - Milcho Manchevski (///)

### Documentals
1. Acasă, My Home - Radu Ciorniciuc (//)
2. Colectiv - Alexander Nanau (/)
3. I Am Not Alone - Garin Hovannisian ()
4. Petite Fille - Sébastien Lifshitz ()
5. Il varco - Federico Ferrone & Michele Manzolini ()
6. Saudi Runaway - Susanne Regina Meures ()
7. Selvportrett - Margreth Olin, Katja Hogset & Espen Wallin ()
8. State Funeral - Serguí Loznítsia (/)
9. The Cave - Feras Fayyad (////)
10. The Earth Is Blue as an Orange - Irina Tsilik (/)
11. A létezés eufóriája - Réka Szabó ()
12. Ze noemen me Baboe - Sandra Beerends ()
13. Walchensee Forever - Janna Ji Wonders ()

## Premis atorgats pels membres de l'acadèmia
Els guanyadors estan en fons groc i en negreta.

### Millor pel·lícula europea
| Títol                 | Director(s)       | Productor(s)                                                                      | Productora | País |
| --------------------- | ----------------- | --------------------------------------------------------------------------------- | --- | ---- |
| Una altra ronda       | Thomas Vinterberg | Sisse Graum Jørgensen, Kasper Dissing                                             | Zentropa Entertainments, Zentropa Productions2 | /    |
| Berlin Alexanderplatz | Burhan Qurbani    | Leif Alexis, Jochen Laube, Fabian Maubach                                         | Sommerhaus Filmproduktion, Lemming Film, ARTE, Entertainment One, Deutscher Filmförderfonds (DFFF), Medienboard Berlin-Brandenburg, Nederlands Filmfonds, Eurimages, Wild at Art | /    |
| Boże Ciało            | Jan Komasa        | Leszek Bodzak, Aneta Hickinbotham                                                 | Aurum Films | /    |
| Martin Eden           | Pietro Marcello   | Pietro Marcello, Beppe Caschetto, Thomas Ordonneau, Michael Weber, Viola Fügen    | Avventurosa, IBC Movie, Rai Cinema | /    |
| Nabarvené ptáče       | Václav Marhoul    | Václav Marhoul, Igor Savychenko, Zuzana Mistríková, Eduard Kucera, Richard Kaucký | Silver Screen, Ceská Televize, PubRes, RTVS, Directory Films | /    |
| Undine                | Christian Petzold | Florian Koerner von Gustorf, Michael Weber, Margaret Menegoz                      | Schramm Film Koerner & Weber | /    |

### Millor comèdia europea
Els nominats es van anunciar el 27 d'octubre de 2020. Les nominacions van ser determinades per un comitè format pels membres de la junta directiva de l'EFA Katriel Schory (Israel) i Angela Bosch Rius (Espanya), el director/guionista Paddy Breathnach (Irlanda), el programador del festival Markus Duffner (Alemanya/ Itàlia) i la distribuïdora/programadora de festivals Selma Mehadžić (Croàcia).
| Títol                      | Director(s)      | Productor(s)                                     | Productora | País      |
| -------------------------- | ---------------- | ------------------------------------------------ | --- | --------- |
| Ventajas de viajar en tren | Aritz Moreno     | Merry Colomer, Leire Apellaniz & Juan Gordon     | Morena Films, Logical Pictures, CNC, Castelao Pictures, Departamento de Cultura del Gobierno Vasco, Euskal Irrati Telebista (EiTB), Filmax, Instituto de la Cinematografía y de las Artes Audiovisuales (ICAA), Movistar+, Radio Televisión Española (RTVE), Señor & Señora, Ventajas de Viajar en Tren | /         |
| El triomf                  | Emmanuel Courcol | Marc Bordure & Robert Guédiguian                 | Agat Films & Cie | França    |
| Teräsleidit                | Pamela Tola      | Aleksi Bardy, Dome Karukoski & Sirkka Rautiainen | Helsinki-Filmi | Finlàndia |

### Millor director europeu
| Receptor(s)       | Títol           |
| ----------------- | --------------- |
| Thomas Vinterberg | Una altra ronda |
| Agnieszka Holland | Šarlatán        |
| Jan Komasa        | Boże Ciało      |
| Maria Sødahl      | Hope            |
| Pietro Marcello   | Martin Eden     |
| François Ozon     | Été 85          |

### Millor actriu europea
| Receptor(s)        | Títol         | Paper   |
| ------------------ | ------------- | ------- |
| Paula Beer         | Undine        | Undine  |
| Ane Dahl Torp      | Charter       | Alice   |
| Nataixa Berejnaia  | DAU. Natasha  | Natasha |
| Andrea Bræin Hovig | Hope          | Anja    |
| Marta Nieto        | Madre         | Elena   |
| Nina Hoss          | Schwesterlein | Lisa    |

### Millor actor europeu
| Receptor(s)       | Títol              | Paper           |
| ----------------- | ------------------ | --------------- |
| Mads Mikkelsen    | Una altra ronda    | Martin          |
| Bartosz Bielenia  | Boże Ciało         | Daniel          |
| / Viggo Mortensen | Falling            | John Petersen   |
| Goran Bogdan      | Otac               | Nikola          |
| Elio Germano      | Volevo nascondermi | Antonio Ligabue |
| Luca Marinelli    | Martin Eden        | Martin Eden     |

### Millor guió europeu
| Receptor(s)                       | Títol                   |
| --------------------------------- | ----------------------- |
| Thomas Vinterberg Tobias Lindholm | Una altra ronda         |
| / Costa-Gavras                    | Comportar-se com adults |
| germans D'Innocenzo               | Favolacce               |
| Martin Behnke / Burhan Qurbani    | Berlin Alexanderplatz   |
| Mateusz Pacewicz                  | Boże Ciało              |
| Maurizio Braucci Pietro Marcello  | Martin Eden             |

## Premis tècnics
Els guanyadors dels Premis a l'Excel·lència es van lliurar el 9 de desembre de 2020.

### Millor fotografia - Premi Carlo di Palma
| Receptor(s)  | Títol              |
| ------------ | ------------------ |
| Matteo Cocco | Volevo nascondermi |

### Millor muntatge
| Receptor(s)              | Títol    |
| ------------------------ | -------- |
| Maria Fantastica Valmori | Il varco |

### Millor direcció artística
| Receptor(s)     | Títol                                     |
| --------------- | ----------------------------------------- |
| Cristina Casali | The Personal History of David Copperfield |

### Millor dissenyador de vestuari
| Receptor(s)   | Títol              |
| ------------- | ------------------ |
| Ursula Patzak | Volevo nascondermi |

### Millor compositor
| Receptor(s)       | Títol                 |
| ----------------- | --------------------- |
| Dascha Dauenhauer | Berlin Alexanderplatz |

### Millor disseny de so
| Receptor(s)      | Títol        |
| ---------------- | ------------ |
| Yolande Decarsin | Petite fille |

### Millor maquillatge i perruqueria
| Receptor(s)                           | Títol                 |
| ------------------------------------- | --------------------- |
| Yolanda Piña Félix Terrero Nacho Díaz | La trinchera infinita |

### Millors efectes visuals
| Receptor(s)     | Títol   |
| --------------- | ------- |
| Iñaki Madariaga | El hoyo |

## Premis dels Crítics

### Premi al descobriment europeu-Prix Fipresci
Els nominats es van anunciar el 8 d'octubre de 2020. Les nominacions van ser determinades per un comitè compost pels membres de la junta directiva de l'EFA Valérie Delpierre (Espanya) i Anita Juka (Croàcia), la comissària Giona A. Nazzaro (Itàlia) i els crítics de cinema Marta Balaga (Finlàndia/Polònia), Andrei Plakhov (Rússia) i Frédéric Ponsard (França), tots tres com a representants de FIPRESCI, la Federació Internacional de Crítics de Cinema.
| Títol      | Director(s)                   | Productor(s)                                             | Productora            | País                 |
| ---------- | ----------------------------- | -------------------------------------------------------- | --------------------- | -------------------- |
| Sole       | Carlo Sironi                  | Giovanni Pompili                                         | Kino Produzioni       | /                    |
| Pun mjesec | Nermin Hamzagić               | Amra Baksic Camo, Adis Djapo                             | SCCA / pro.ba         | Bòsnia i Hercegovina |
| Gagarine   | Fanny Liatard, Jérémy Trouilh | Julie Billy, Carole Scotta                               | Haut et Court         | França               |
| Instinct   | Halina Reijn                  | Frans Van Gestel, Laurette Schillings, Arnold Heslenfeld | Topkapi Films         | Països Baixos        |
| Isaac      | Jurgis Matulevicius           | Stasys Baltakis                                          | Film Jam              | Lituània             |
| Jumbo      | Zoé Wittock                   | Anaïs Bertrand, Annabella Nezri, Gilles Chanial          | Insolence Productions | /                    |

## Millor pel·lícula europea d'animació
Les nominacions van ser determinades per un comitè format per la membre de la Junta Directiva de l'EFA Béatrice Thiriet (França), la directora Anca Damian (Romania), el productor Antonio Saura (Espanya) i, en representació de CARTOON, l'Associació Europea de Cinema d'Animació, Diogo Carvalho (productor)., Portugal), Camilla Deakin (productora, Regne Unit) i Norbert Laporte (institucional, Luxemburg).
| Títol                    | Director(s)        | Productor(s)                              | Productores                                  | País    | Idioma                            |
| ------------------------ | ------------------ | ----------------------------------------- | -------------------------------------------- | ------- | --------------------------------- |
| Josep                    | Aurel              | Serge Lalou                               | Les Films d'Ici Méditerranée, Imagic Telecom | / /     | Francès, castellà, català, anglès |
| Calamity                 | Rémi Chayé         | Henri Magalon & Claire Lacombe            | Maybe Movies, Noerlum Studios                | /       | Francès                           |
| Klaus                    | Sergio Pablos      | Jinko Gotoh, Sergio Pablos & Marisa Román | The SPA Studios, Atresmedia Cine             | Espanya | Anglès, Saami                     |
| Nos, ili zagovor netakih | Andrei Khrjanovski | Andrei Khrjanovski & Nikolay Makovsky     | School Studio 'Shar'                         | Rússia  | Rus, anglès                       |

## Premis de l'Audiència

### Premi Universitari
L'European Film Academy i el Filmfest Hamburg han anunciat les cinc pel·lícules següents com a nominades a l'European University Film Award (EUFA).
| Títol                 | Director(s)           | Productor(s)                              | Productora | País      | Idioma          |
| --------------------- | --------------------- | ----------------------------------------- | --- | --------- | --------------- |
| Saudi Runaway         | Susanne Regina Meures | Christian Frei                            | TBA | Suïssa    | TBA             |
| Una altra ronda       | Thomas Vinterberg     | Sisse Graum Jørgensen, Kasper Dissing     | Zentropa Entertainments, Film i Väst, Topkapi Films, Zentropa International Netherlands, Zentropa International Sweden                                                           | Dinamarca | Danès           |
| Berlin Alexanderplatz | Burhan Qurbani        | Leif Alexis, Jochen Laube, Fabian Maubach | Sommerhaus Filmproduktion, Lemming Film, ARTE, Entertainment One, Deutscher Filmförderfonds (DFFF), Medienboard Berlin-Brandenburg, Nederlands Filmfonds, Eurimages, Wild at Art | Alemanya  | Alemany, anglès |
| Boże Ciało            | Jan Komasa            | Leszek Bodzak, Aneta Hickinbotham         | Aurum Film | Polònia   | Polonès         |
| Slalom                | Charlène Favier       | Édouard Mauriat                           | Mille et Une Productions | França    | Francès         |

## Millor documental - Prix arte
| Títol          | Director(s)           | Productor(s)                                                     | Productora | País   | Idioma          |
| -------------- | --------------------- | ---------------------------------------------------------------- | --- | ------ | --------------- |
| Colectiv       | Alexander Nanau       | Alexander Nanau, Bianca Oana, Bernard Michaux, Hanka Kastelocova | Alexander Nanau Production, HBO Europe, Samsa Film | /      | Romanès, anglès |
| Acasă, My Home | Radu Ciorniciuc       | Monica Lazurean-Gorgan                                           | HBO Europe, HBO Romania, Manifest Film | /      | Romanès, anglès |
| The Cave       | Feras Fayyad          | Kirstine Barfod, Sigrid Dyekjær                                  | Danish Documentary Production | /      | Àrab, anglès    |
| Gunda          | Viktor Kossakovski    | Joslyn Barnes, Anita Rehoff Larsen                               | Artemis Rising Foundation, Empathy Arts, Fritt Ord Foundation, Louverture Films, MEDIA Programme of the European Union, Norwegian Film Institute, Sant & Usant, Storyline Studios | /      | Anglès          |
| Petite Fille   | Sébastien Lifshitz    | Muriel Meynard                                                   | Agat & Cie | França | Francès         |
| Saudi Runaway  | Susanne Regina Meures | Christian Freie                                                  | - | Suïssa | -               |

## Millor curtmetratge
El curtmetratge europeu 2020 es presenta en cooperació amb els següents 24 festivals de cinema europeus. En cadascun dels festivals, el jurat del concurs internacional designat pel festival tria un sol candidat (no hi haurà candidats ex-aequo). A continuació, els festivals participants nomenen cinc curtmetratges de la llista de 24 candidats.
| Títol                               | Director(s)     | Productor(s)                                | País                     |
| ----------------------------------- | --------------- | ------------------------------------------- | ------------------------ |
| Nachts sind alle Katzen grau        | Lasse Linder    | Edith Flückiger                             | Switzerland              |
| Genius Loci                         | Adrien Mérigeau | Jean-Christophe Reymond, Amaury Ovise       | France                   |
| Past Perfect                        | Jorge Jácome    | Jorge Jácome                                | Portugal                 |
| Sun Dog                             | Dorian Jespers  | Dorian Jespers                              | Belgium, Russia          |
| Tio Tomás, A Contabilidade Dos Dias | Regina Pessoa   | Abi Feijó, Julie Roy, Reginald de Guillebon | Portugal, Canada, France |

## Premi del Públic Jove de l'Acadèmia del Cinema Europeu
| Títol                                      | Director(s)       | País                |
| ------------------------------------------ | ----------------- | ------------------- |
| El meu germà persegueix dinosaures         | Stefano Cipani    | Italy Spain         |
| Rocca verändert die Welt                   | Katja Benrath     | Germany             |
| La meva setmana extraordinària amb la Tess | Steven Wouterlood | Netherlands Germany |

## Premi Eurimages
- Luis Urbano[21]

## Premis honoraris

### Premi del Cinema Europeu a la Innovació Narrativa
- Mark Cousins

## Galeria

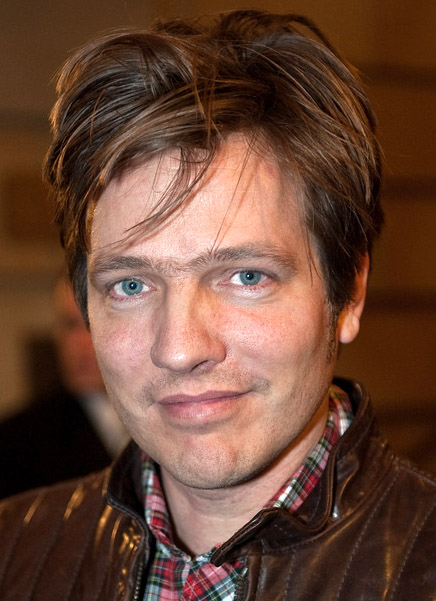
Thomas Vinterberg, millor pel·lícula, director i guió
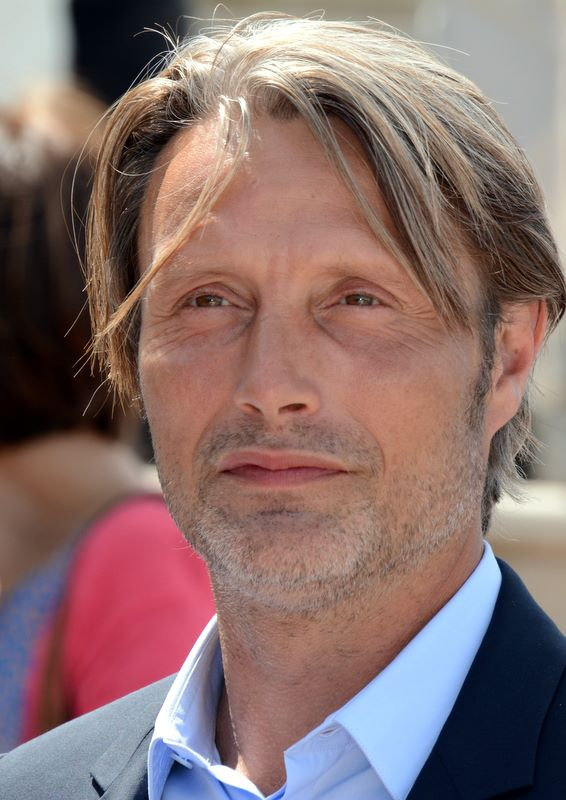
Mads Mikkelsen, millor actor
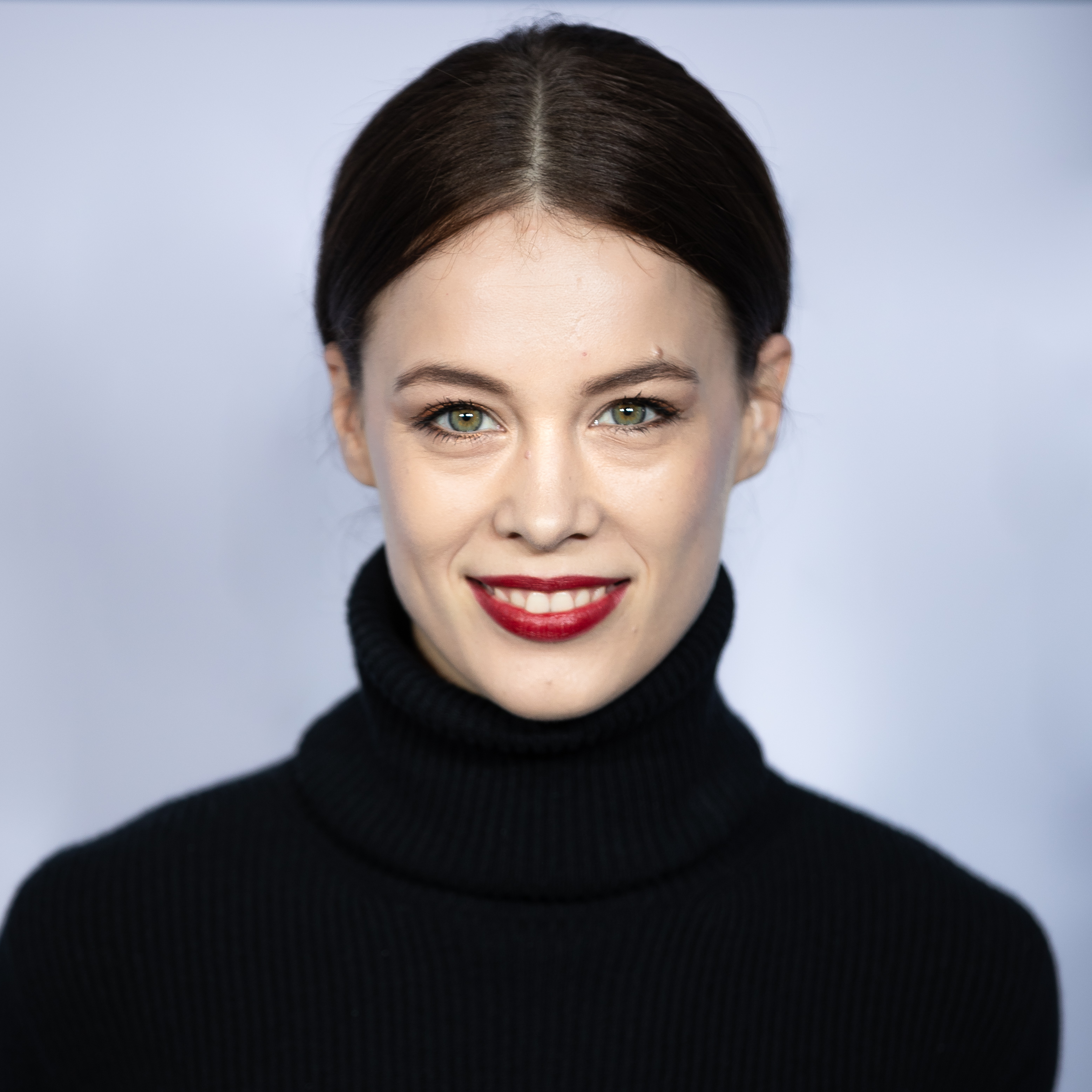
Paula Beer, millor actriu
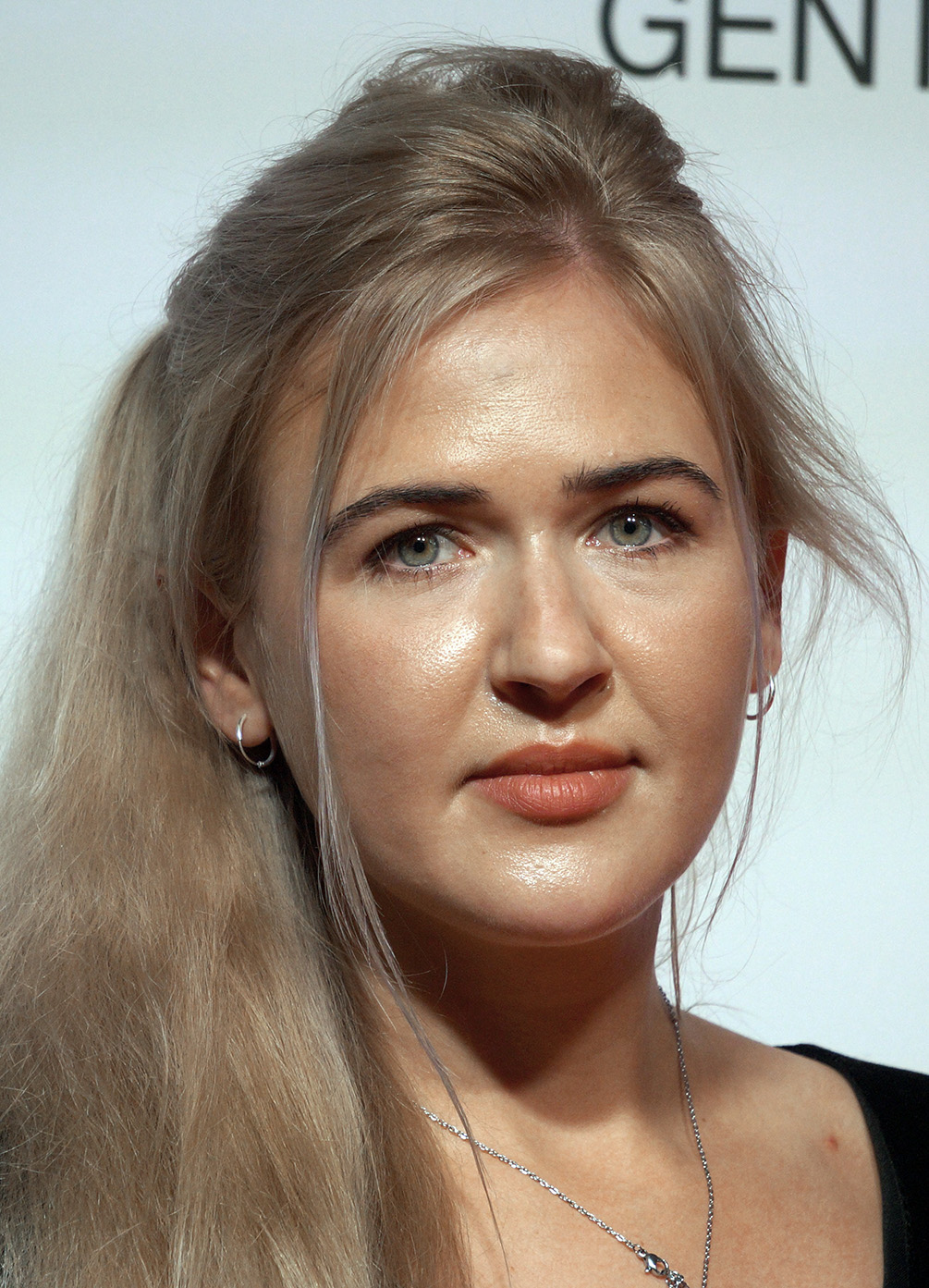
Dascha Dauenhauer, millor música
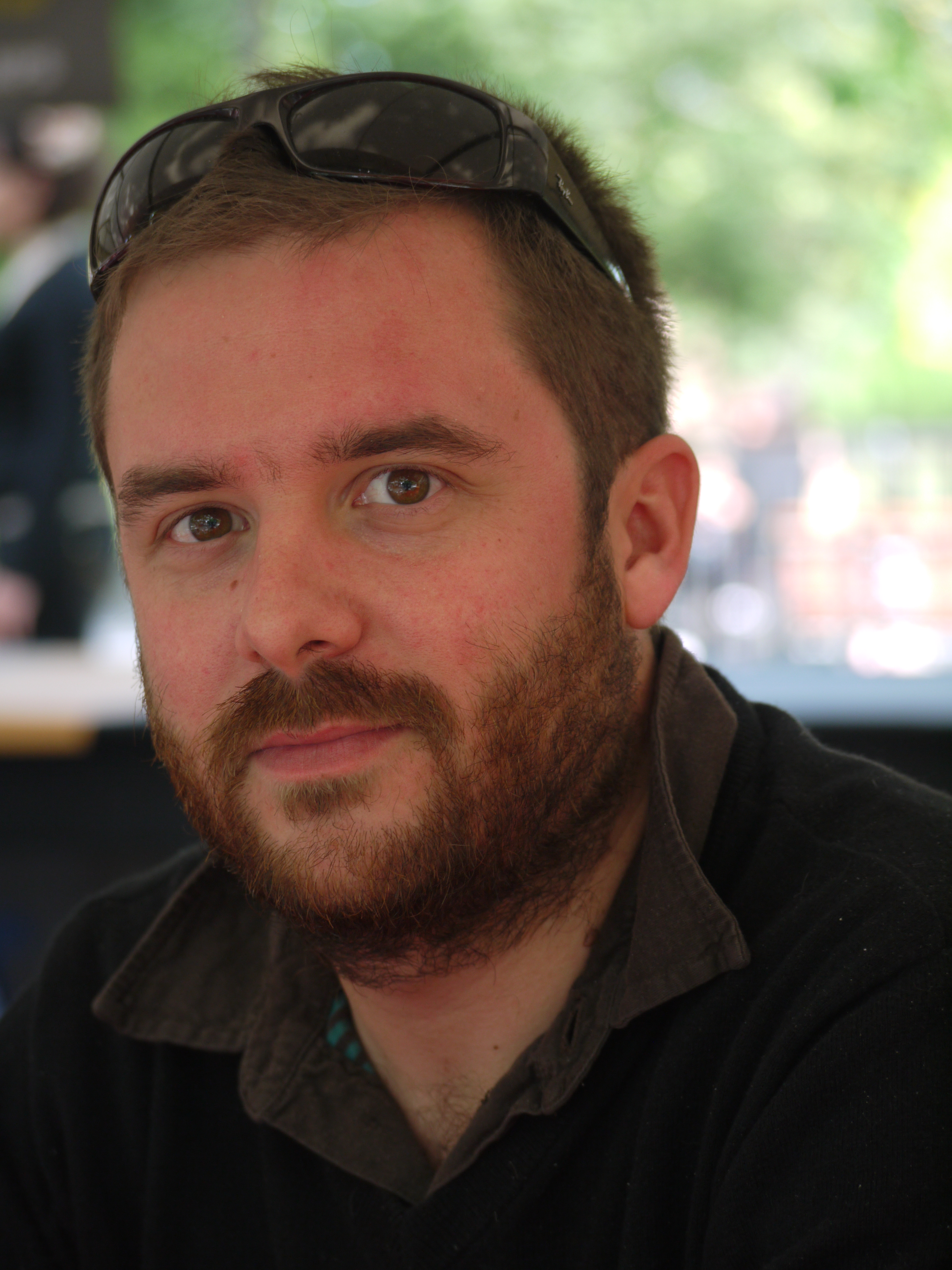
Aurel, millor pel·lícula d'animació
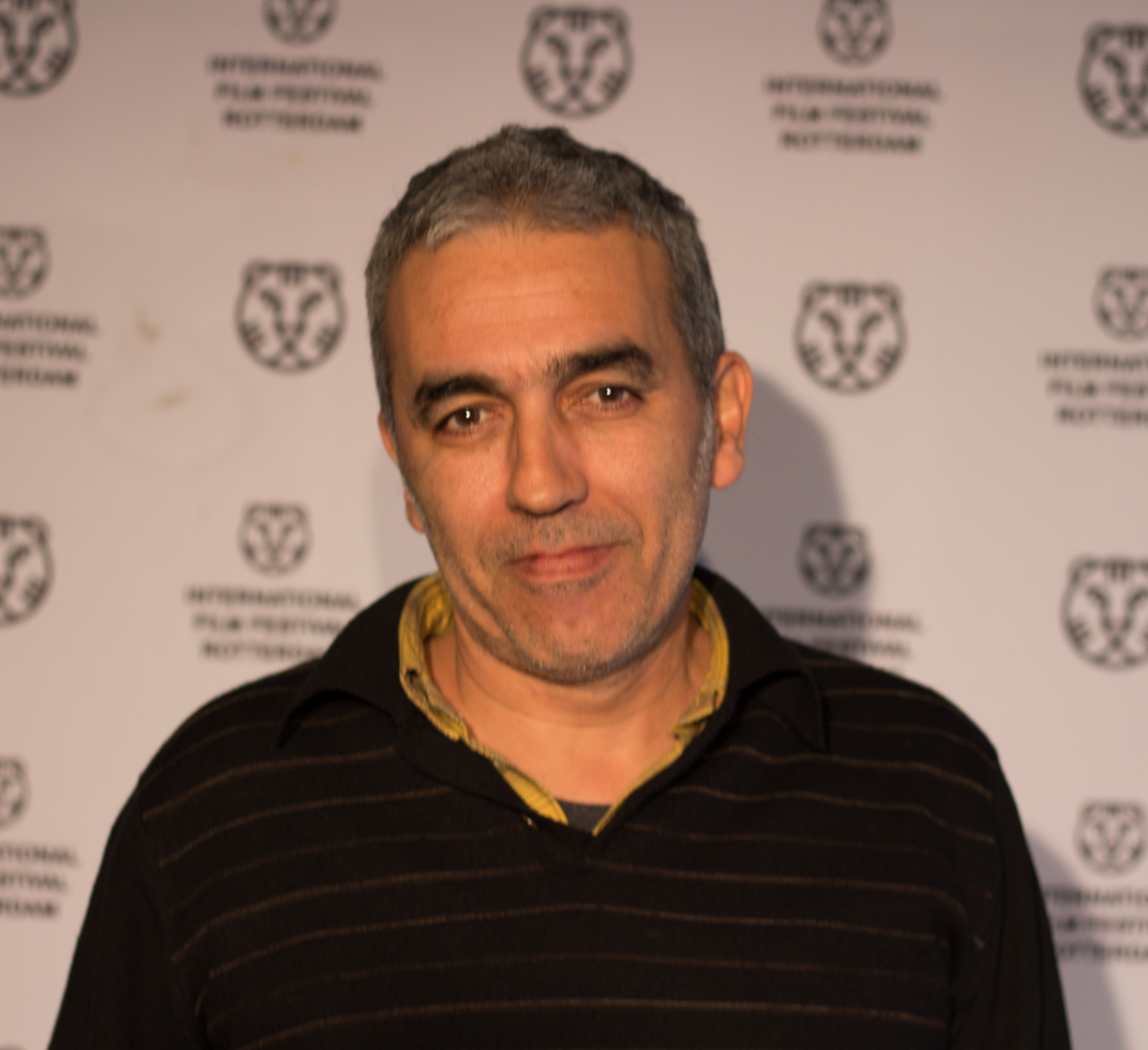
Luis Urbano, Prix Eurimages
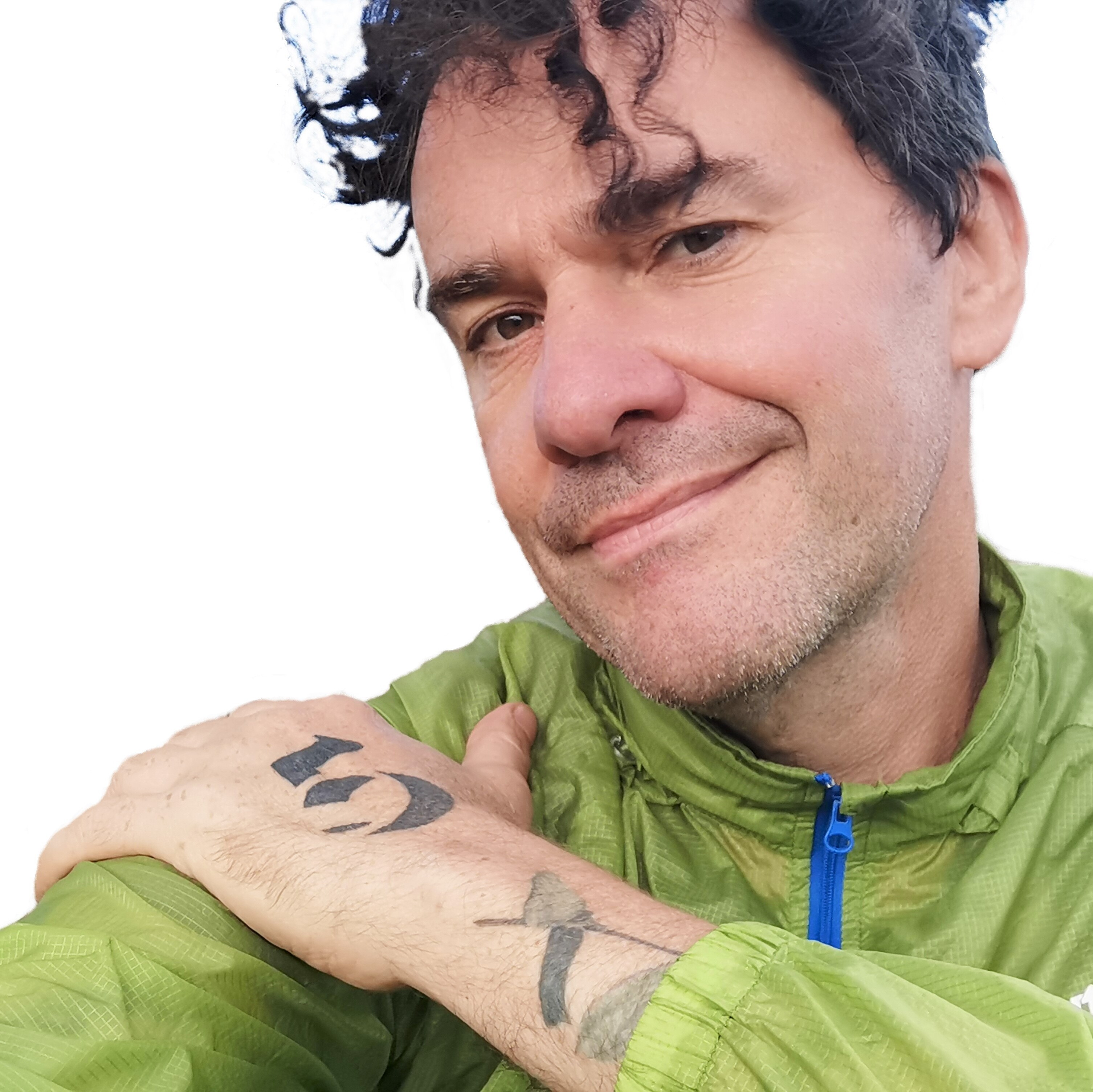
Mark Cousins, premi a la innovació narrativa